# Enicospilus sphenus
Enicospilus sphenus là một loài tò vò trong họ Ichneumonidae.